# Eomysmena
Genre
Synonymes
- Antopia Menge, 1854
- Eodipoena Petrunkevitch, 1942
- Astodipoena Petrunkevitch, 1958

Eomysmena est un  genre fossile d'araignées aranéomorphes de la famille des Theridiidae.

## Distribution
Les espèces de ce genre ont été découvertes dans de l'ambre de la mer Baltique et du Chiapas. Elles datent du Paléogène et du Néogène.

## Liste des espèces
Selon The World Spider Catalog 15.5 :
- †Eomysmena asta Petrunkevitch, 1971
- †Eomysmena aviceps Wunderlich, 2008
- †Eomysmena calefacta Wunderlich, 2008
- †Eomysmena crassa (Petrunkevitch, 1958)
- †Eomysmena baltica Petrunkevitch, 1946
- †Eomysmena bassleri (Petrunkevitch, 1942)
- †Eomysmena kaestneri (Petrunkevitch, 1958)
- †Eomysmena militaris (C. L. Koch & Berendt, 1854)
- †Eomysmena moritura Petrunkevitch, 1942
- †Eomysmena nielseni (Petrunkevitch, 1958)
- †Eomysmena oculata (Petrunkevitch, 1942)
- †Eomysmena punctulata (C. L. Koch & Berendt, 1854)
- †Eomysmena recta Wunderlich, 2008
- †Eomysmena tenera (Menge, 1854)

## Publication originale
- (en) Alexander Ivanovitch Petrunkevitch, A study of amber spiders. Transactions of the Connecticut Academy of Arts and Sciences, vol. 34, p. 119–464., 1942.